# St. Hubert (Kempen)
St. Hubert ist ein ca. 8900 Einwohner zählender Stadtteil der Stadt Kempen am linken Niederrhein im Kreis Viersen im Westen von Nordrhein-Westfalen. Die nächstgelegene Großstadt ist Krefeld.

## Geographie
St. Hubert liegt am Kendel – einem kleinen Bach – und grenzt im Süden und Westen an das Gebiet Kempens, im Norden an den Kerkener Ortsteil Aldekerk, im Nordosten an den Kempener Stadtteil Tönisberg sowie im Osten an den Krefelder Stadtteil Hüls. Im Nordosten von St. Hubert gibt es – in Fortsetzung des Naturschutzgebietes Hülser Bruchs – das St. Huberter Bruch, ein kleines Feucht- und Waldgebiet.

## Geschichte
Die Wurzeln der alten Ortschaft liegen wahrscheinlich bei dem Kirchhof auf der Grenze der beiden Honschaften Orbroich und Broich, auf dem der Kölner Erzbischof im Jahre 1447 gestattete, eine „Sint Hupertz“ geweihte Kapelle zu errichten. Mit den Jahren entwickelte sich daraus eine Siedlung, die bis Ende des 18. Jahrhunderts zum kurkölnischen Amt Kempen gehörte. 1790 wurde die Pfarrei St. Hubertus selbständig gegenüber Kempen. Während der französischen Herrschaft (1794–1814) wurden Orbroich und Broich zu einer Mairie vereinigt, die zum Kanton Kempen im Arrondissement Krefeld des  Rur-Departements gehörte. Unter der preußischen Verwaltung gehörte die Bürgermeisterei St. Hubert zum 1816 errichteten Kreis Kempen im Regierungsbezirk Düsseldorf, der von 1822 an zur Rheinprovinz gehörte. Nach einer Statistik aus dem Jahr 1836 war St. Hubert eine „ländliche Sammtgemeinde mit zwei Specialhaushaltsgemeinden“ und hatte 2324 Einwohner. Die beiden Gemeinden Orbroich und Broich wurden noch als Honschaften bezeichnet, das Dorf St. Hubert mit 492 Einwohnern gehörte zur Honschaft Broich.
Im 19. Jahrhundert standen in den Weberhäusern viele Webstühle – vorherrschend aber blieb die Landwirtschaft. 1871 fuhr die erste Eisenbahn, der sogenannte „Schluff“, durch St. Hubert.
Broich und Orbroich wurden 1913 zur Gemeinde St. Hubert zusammengeschlossen. Mit Wirkung vom 6. Juni 1924 wurde die bis dahin zur Gemeinde St. Hubert gehörende Honschaft Kamperlings der Stadtgemeinde Kempen einverleibt.
Unter nationalsozialistischer Herrschaft wurde St. Hubert 1936 wieder verwaltungstechnisch dem Amt Kempen untergeordnet. Dies wurde aber nach dem Krieg im Jahre 1946 revidiert. St. Hubert war nun bis zur Kommunalen Neugliederung, die am 1. Januar 1970 in Kraft trat, verwaltungstechnisch selbständig. An dem Tag wurden die Gemeinden Kempen (Niederrhein), Hüls, Tönisberg, Schmalbroich und St. Hubert zur Stadt Kempen zusammengefügt. Der Ortsteil Hüls wurde hingegen am 1. Januar 1975 der Stadt Krefeld zugeordnet.

### Mundart
In St. Hubert wird „St. Huberter Platt“ oder „Hüppersch Plott“ gesprochen. Der Kempener Ortsteil liegt – wie Kempen selbst – im südniederfränkischen Mundartraum.  
Obwohl immer weniger Leute Mundart verstehen, so wird Platt zu Karneval, auf Mundartabenden und in Vereinen gepflegt (von Nachbargemeinden werden die St. Huberter Leute gerne „Zintuppische Kroane“ genannt). Auch gibt es eine reichhaltige Mundart-Literatur (hervorzuheben die Schriften und Veröffentlichungen der St. Huberter Autoren Jupp Pasch und Hannes Martens – sowie das „Wörterbuch Hüppersch Plott“). St. Hubert ist innerhalb des Gebiets der historischen Tonakzentgrenze.

## Kultur und Sehenswürdigkeiten

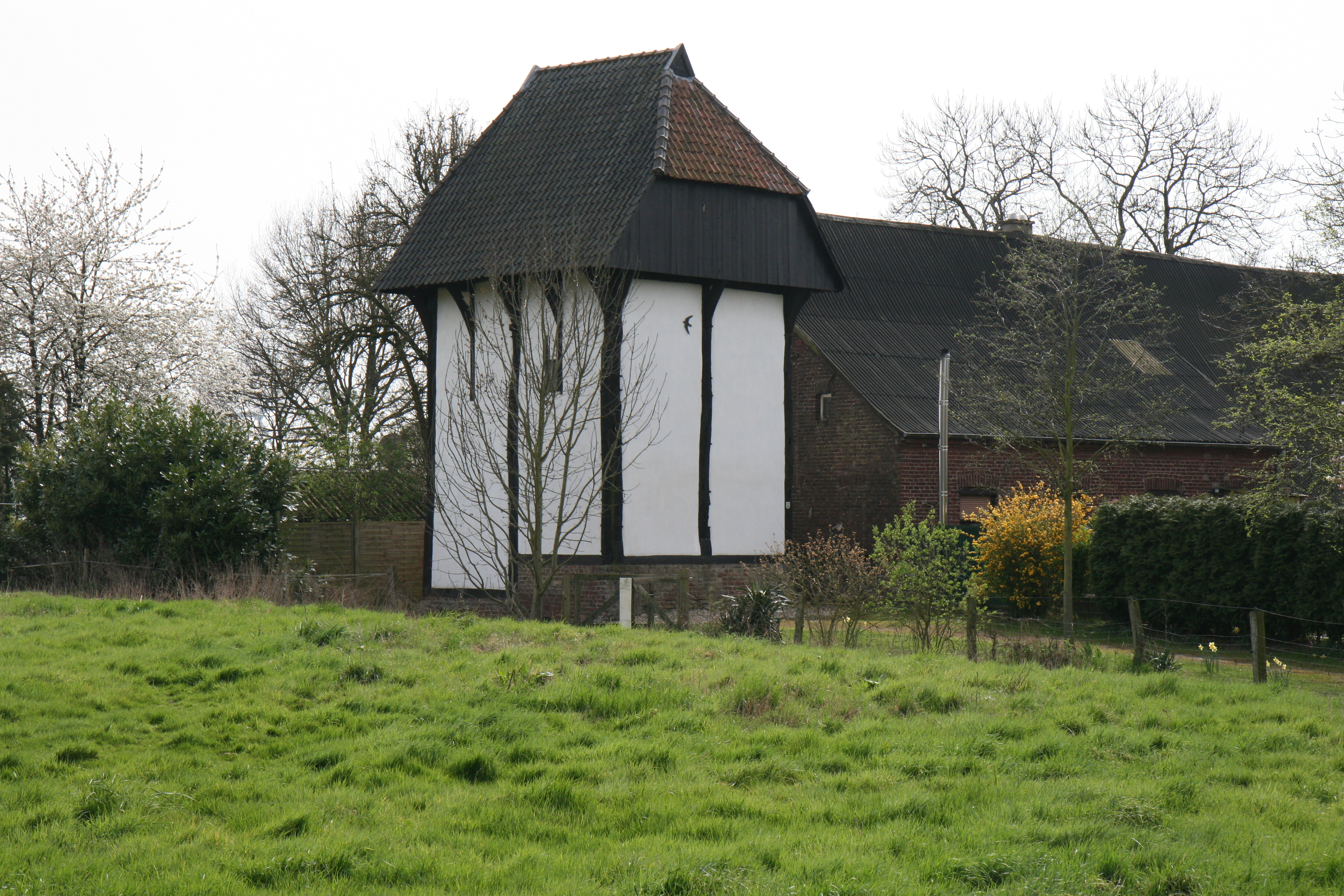
Der Berfes

Der Berfes ist in früherer Zeit Raves Tu-ere, nach dem anliegenden Gehöft, genannt worden. Heute findet man auch die Bezeichnung Bergfried. Es ist davon auszugehen, dass dieses Gebäude im 14. Jahrhundert errichtet wurde. Die Konstruktion besteht aus acht mächtigen Eichenständern, die auf nordischen Findlingen stehen, der Rest des Fundaments ist gemauert. Die Fachwerkwände sind mit einem Lehmwerk ausgefüllt. Die mit Stroh gemengte Lehmschicht ging über das ganze Holzwerk hinweg, früher auch über die Eichenständer, damit wurde der Turm gegen die Anlegung eines Feuerbrandes geschützt. Der Berfes besteht aus zwei Stockwerken und einem wehrgangähnlichen Obergeschoss. Das Dach steht über und bot so Schutz vor Angreifern. Damals war das heutige Ziegeldach mit Ried oder Stroh gedeckt. Nach dem Zweiten Weltkrieg stand der Berfes vor dem Verfall. Er wurde 1951 für die damaligen Verhältnisse mit hohen Kosten restauriert und vor dem Zusammenbruch gerettet. Im Jahre 1981 musste der Turm abermals recht aufwendig instand gesetzt werden. Seinerzeit hat der Heimatverein St. Hubert sich an den Kosten beteiligt.

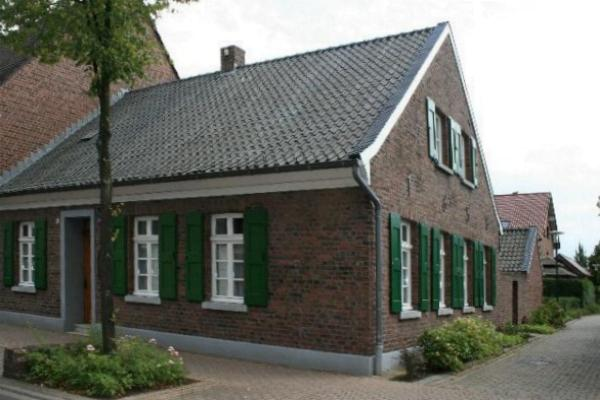
Das Weberhaus

Das Weberhaus wurde 1858 erbaut. Es weist die typischen Merkmale der Weberhäuser auf, wie sie in Vielzahl um diese Zeit in St. Hubert errichtet wurden. Sie dienten zur Ausübung der Hausweberei, die für viele Familien Grundlage des Broterwerbs in wechselvollen Zeiten war. Auftraggeber war die Samt- und Seidenindustrie in Krefeld. Die restaurierte „Knippen-Stuev“ ist für kleine Hochzeitsgesellschaften bis 12 Personen geeignet. Der Raum erinnert in seiner Ausstattung an einfache Zimmer in Arbeiterhäusern um 1900.

## Persönlichkeiten
- Josef Steeger (1883–1972), Politiker
- Julius Louven (* 1933), Politiker
- Udo Schiefner (* 1959), Politiker
- Luca Witzke (* 1999), Handballnationalspieler